# Palmyra (Maine)
Pour les articles homonymes, voir Palmyra.
Palmyra est une ville américaine située dans le comté de Somerset, dans le Maine. Selon le recensement de 2020, sa population est de 1 924 habitants.